# Лильхольт, Сёрен
Сёрен Лильхольт  (дат. Søren Lilholt; род. 22 сентября 1965,  в Копенгагене, Дания) — датский профессиональный шоссейный велогонщик в 1986-1992 годах. Чемпион Дании в групповой гонке (1988). 

## Достижения
1983
1-й  Чемпион мира (юниоры) — Групповая гонка
1-й  Чемпион мира (юниоры) — Командная гонка с раздельным стартом
1984
1-й — Этап 1 Тур Швеции
1985
2-й - Франко-Бельгийское кольцо
2-й - Гран-при Лиллера
1986
1-й — Этап 2 Тур Швеции
1-й — Этап 2 Этуаль де Бессеж
2-й - Тур Вандеи
2-й - Тур Люксембурга — Генеральная классификация
3-й - Гран-при Уэс Франс де Плуэ
1987
1-й  Тур Люксембурга — Генеральная классификация
1-й — Этап 1
2-й - Омлоп ван хет Васланд
3-й - Тур Дании — Генеральная классификация
1988
1-й  Чемпион Дании — Групповая гонка
1-й — Этап 4 Тур Швеции
1-й — Этап 2 Париж — Ницца
1-й - Tour d'Armorique
1-й — Этапы 3 и 4 Тур Люксембурга
3-й - Тур Дании — Генеральная классификация
3-й - Этуаль де Бессеж — Генеральная классификация
1989
2-й - Джиро дель Пьемонте
1990
1-й - E3 Харелбеке
1-й — Этап 3 Вуэльта Валенсии
1-й — Этап 4 Тур Британии
1-й — Этап 1 Tour d'Armorique
1-й - Flèche hesbignonne-Cras Avernas
2-й - Гран-при Фурми
3-й - Гран-при Пино Черами
1991
1-й — Этап 4 Вуэльта Валенсии
3-й - Grand Prix de Plumelec-Morbihan

## Статистика выступлений

### Гранд-туры
| Гранд-тур                 | 1987 | 1988 | 1989 | 1990 | 1991 | 1992 |
| ------------------------- | ---- | ---- | ---- | ---- | ---- | ---- |
| Джиро д’Италия            | —    | —    | —    | —    | —    | 100  |
| Тур де Франс              | —    | 99   | НФ   | 85   | НФ   | 99   |
| (c 2010 ) Вуэльта Испании | 51   | —    | НФ   | —    | —    | —    |

| —  | Не участвовал  |
| НФ | Не финишировал |